# عوز الكبريت في النبات
نقص الكبريت في النباتات هو اضطراب فسيولوجي يحدث نتيجة قلة توفر الكبريت للاستعمال النباتي نتيجة نقصه في التربة أو بسبب عدم إمكانية امتصاصه من قبل النبات.
الكبريت عنصر متحرك يمتص على صورة كبريتات SO4++ ثم يختزل في النبات إلى كبريت أو سلفوهيدروكسيل. إذا زادت كميته عن حد معين يخفض درجة حموضة التربة، كما تنقص كمية النترات الصالحة للامتصاص لأن البكتيريا التي تؤكسد الكبريت تحتاج إلى أكسجين النترات في عملية الأكسدة.
يكثر وجود الكبريت في الطبقة السطحية من التربة. تظهر أعراض نقصه أولاً على الأوراق حديثة التكوين.

## وظائف الكبريت
1. يدخل في تركيب الأحماض الأمينية والهرمونات النباتية.
2. يلعب دوراً هاماً في عملية التنفس.
3. يدخل في تركيب الزيوت الطيارة كما في البصل الثوم.
4. يساعد في تكوين اليخضور.

## أعراض نقص الكبريت في النبات
1. ظهور اللون الأصفر الشاحب على الأوراق.
2. جفاف الفروع في الأشجار المثمرة.

## معالجة نقص الكبريت
يعالج بإضافة كبريتات الأمونيوم أو كبريتات الكالسيوم وتستخدم كبريتات الكالسيوم في التربة غير الكلسية، كما يتم العلاج بطريقة غير مباشرة باستخدام السوبر فوسفات أو سلفات البوتاس مثلاً، حيث يستفيد النبات من الكبريت المتوفر في هذه الأسمدة.